# Surviving Earth
Surviving Earth ist ein Filmdrama von Thea Gajić. Der Film erzählt die wahre Geschichte eines Mundharmonikaspielers, der nach seiner Flucht aus Jugoslawien nach Großbritannien kam und seine Liebe zur Balkanmusik mit in die Stadt gebracht hat. Protagonist Vlad wird von dem Kroaten Slavko Sobin gespielt. Der Film feierte im März 2025 beim South by Southwest Film Festival seine Premiere.

## Handlung
Der talentierte Mundharmonikaspieler Vlad ist in den 1990er Jahren nach Großbritannien gekommen, nachdem er vor dem Konflikt in Jugoslawien geflohen ist. Er baut sich in Bristol ein neues Leben auf und hat die Liebe zur Balkanmusik mit in die Stadt gebracht. Er gründet mit seinen Arbeitskollegen eine Band. Als Traumata aus seinem früheren Leben wieder an die Oberfläche kommen, gerät sein Leben ins Wanken. Vlad war früher drogenabhängig und berät nun selbst ehemalige Süchtige. Die Beziehungen zu den Menschen, die ihm am nächsten stehen, und insbesondere zu seiner Tochter Maria sind gefährdet.

## Produktion
Regie führte Thea Gajić, die auch das Drehbuch schrieb. Die Britin wurde in South London geboren und wuchs dort auf. Ihr erster Kurzfilm Run gewann den New Talent Award beim BFI Future Film Fest. Sie wurde mit einem Sundance Ignite Fellowship ausgezeichnet und ist einer der Screen Star of Tomorrow 2024.
Slavko Sobin und Olive Gray spielen die Hauptrollen Vlad und seine Tochter Maria. Stuart Martin spielt Vlads Freund Misko und Toni Gojanović Zlatan.
Surviving Earth erhielt vom Filmmaking Fund des British Film Institute eine finanzielle Unterstützung in Höhe von 945.000 £.
Die Dreharbeiten fanden in Bristol statt. Als Kameramann fungierte Olan Collardy.
Die Premiere des Films fand am 8. März 2025 beim South by Southwest Film Festival statt. Mitte, Ende April 2025 wurde er beim San Francisco International Film Festival gezeigt. Im Juli 2025 sind Vorstellungen beim Giffoni Film Festival und im August 2025 beim Edinburgh International Film Festival geplant.

## Auszeichnungen
San Francisco International Film Festival 2025
- Nominierung als Bester Spielfilm[9]

South by Southwest Film Festival 2025
- Nominierung für den Publikumspreis in der Sektion Narrative Spotlight[10]